# 293
Cette page concerne l'année 293  du calendrier julien. Pour l'année 293 av. J.-C., voir 293 av. J.-C. Pour le nombre 293, voir 293 (nombre).
L'année 293 est une année commune qui commence un dimanche.

## Événements

Tétrarchie : L’empire romain est divisé en quatre parties : Maximien reçoit l’Italie, la Sicile, l’Espagne et l’Afrique ; Constance Chlore la Gaule et la Bretagne ; Dioclétien l’Asie, la Syrie et l’Égypte ; Galère l’Illyricum, les provinces danubiennes, la Thrace et l’Achaïe. Les quatre résidences impériales sont établies à proximité des frontières : Milan, Trèves, Nicomédie, Sirmium

- 1er mars : Maximien adopte Constance Chlore. Dioclétien nomme deux Césars, Galère et Constance Chlore, pour aider les deux Augustes à diriger l’Empire. C’est la première Tétrarchie[1].
- 21 mai : Dioclétien adopte Galère[1].
- Printemps[2] : le César Constance Chlore assiège et prend Gesoriacum (Boulogne). Avec une nouvelle flotte, il prend le contrôle des côtes gauloises de la Manche, chasse les navires de Carausius hors des estuaires, et bat ses alliés Francs qu'il chasse de l'île des Bataves et des bouches du Rhin. Il bloque le reste de la flotte de Carausius à Gesoriacum en construisant une digue. Carausius échoue à la débloquer et rentre en Bretagne. Le port capitule, juste avant que la digue ne soit rompue par un coup de mer. En Bretagne, l’usurpateur Carausius est assassiné vers la fin de l’année par un de ses ministres, Allectus qui lui succède, mais sera battu par Constance Chlore en 296 et la province rejoint l’empire romain après une sécession de neuf ans[3].
- Septembre, Perse : à la mort du roi sassanide Bahram II, son fils Bahram III lui succède. Mais au bout de 4 mois, Narses détrône son petit-neveu Bahram III[4]. Il restaure l’unité de l’empire et reçoit l’hommage des vassaux et dignitaires. Il retourne à une politique anti-romaine (fin de règne en 302).

- Tiridate III d'Arménie envahit l'Assyrie[5].

## Décès en 293
- Septembre, Bahram II, roi sassanide de Perse.